# Mậu (Thiên can)
Mậu là một trong số 10 can của Thiên can, thông thường được coi là thiên can thứ năm. Đứng trước nó là Đinh, đứng sau nó là Kỷ.
Về phương hướng thì Mậu chỉ trung tâm. Theo Ngũ hành thì Mậu tương ứng với Thổ, theo thuyết Âm-Dương thì Mậu là Dương.
Thiên can gắn liền với chu kỳ sinh trưởng của thực vật. Mậu chỉ cây cỏ phát triển tốt tươi.
Năm trong lịch Gregory ứng với can Mậu kết thúc là 8. Ví dụ 1968, 1978, 1988, 1998, 2008, 2018, v.v.

## Các can chi Mậu
- Mậu Tý
- Mậu Dần
- Mậu Thìn
- Mậu Ngọ
- Mậu Thân
- Mậu Tuất